# Alessia Palacios
Alessia Palacios (6 de julio de 2000) es una deportista peruana que compite en remo. Es hermana gemela de la también remera Valeria Palacios.
Ganó una medalla de plata en el Campeonato Mundial de Remo de 2024, en la prueba de dos sin timonel ligero.

## Palmarés internacional
| Campeonato Mundial | Campeonato Mundial      | Campeonato Mundial | Campeonato Mundial     |
| Año                | Lugar                   | Medalla            | Prueba                 |
| ------------------ | ----------------------- | ------------------ | ---------------------- |
| 2024               | St. Catharines (Canadá) | Medalla de plata   | Dos sin timonel ligero |